# Logiciel de traitement de texte
Une proposition de fusion est en cours entre Traitement de texte et Logiciel de traitement de texte.
Pour des articles plus généraux, voir Traitement de texte et Logiciel de productivité.
 (juin 2010).
Si vous disposez d'ouvrages ou d'articles de référence ou si vous connaissez des sites web de qualité traitant du thème abordé ici, merci de compléter l'article en donnant les références utiles à sa vérifiabilité et en les liant à la section « Notes et références ».

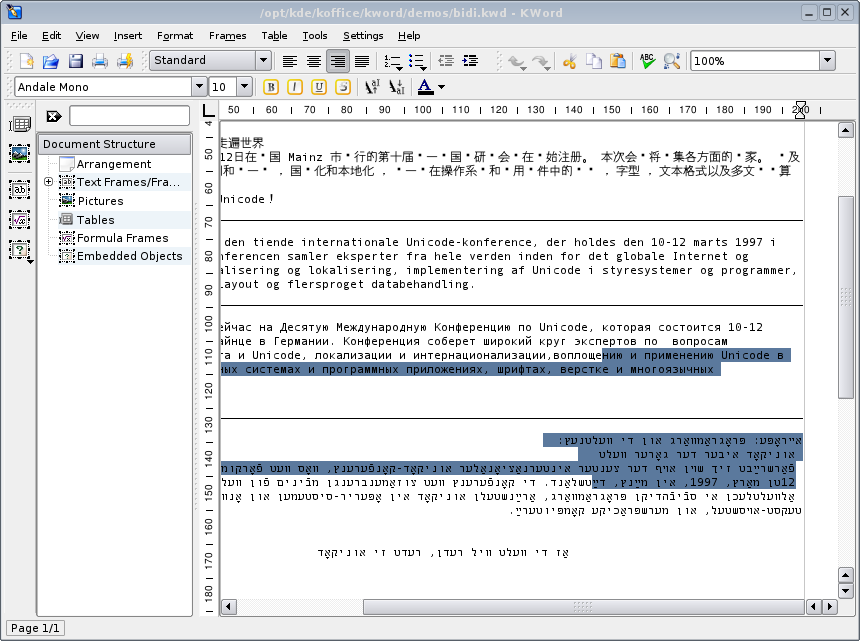
Écran du traitement de texte KWord en 2006.

Un logiciel de traitement de texte permet d'utiliser un ordinateur pour rédiger, corriger et imprimer des documents écrits, tels que des lettres, des articles de presse, des factures, des contrats ou encore de la publicité.
Dans sa forme la plus simple, il permet de faire exactement ce qui est fait avec une machine à écrire. Des logiciels plus sophistiqués permettent d'ajouter des images (photos ou dessins), ainsi que de faire de la mise en page : modifier la taille et l'apparence des caractères et vérifier l'orthographe. Les documents créés peuvent ensuite être modifiés ou imprimés autant de fois que nécessaire.

## Typologie

### Éditeur de texte
Un éditeur de texte est un logiciel qui permet de saisir et de modifier interactivement des textes. En général, il ne possède que peu, voire pas, de fonctions de mise en forme. Différents codages (par exemple en ASCII ou en Unicode) peuvent être utilisés pour convertir les signaux émis par les touches du clavier, en unités binaires représentant des caractères, qui sont ensuite affichés ou imprimés sous la forme de caractères d'imprimerie.

### Traitement de texte interactif
Un traitement de texte interactif permet de contrôler, de manière interactive à travers une Interface Homme-machine, la mise en forme d'un ensemble de textes (pouvant contenir des images) en un document (par exemple un CV, un rapport de thèse, un courrier, un périodique) ; certains de ces éditeurs sont dits WYSIWYG  (What you see is what you get): le logiciel permet de travailler sur une représentation à l'écran du document identique à son aspect final ; c'est la forme la plus utilisée en bureautique. Les traitements de texte modernes utilisent généralement les alphabets et autres caractères couverts par Unicode.

#### Le marché en 2006
En 2006, dans le monde économique, en France, la référence du marché est Microsoft Word, logiciel dont l'utilisation est réglementée par Microsoft. En 2006, dans le domaine des logiciels dont l'utilisation et la distribution sont libres, la référence est OpenOffice.org Writer dont des versions enrichies existent. En 2007, en France, dans les sphères de l'État, de la politique, et des administrations publiques, les logiciels de référence sont OpenOffice.org Writer et Microsoft Word.

#### Principales fonctionnalités
Un logiciel de traitement de texte doit avant tout, à partir d'une chaîne de caractères constamment modifiable, produire des lignes correctes du point de vue typographique, en évitant les coupures intempestives (avant un signe de ponctuation, au milieu d'un nombre, etc) et la césure éventuelle des mots. Il doit également assembler les lignes en écrans ou en pages, tout en respectant les règles de la typographie (pas de titre isolé en bas de page, par exemple). Enfin, un logiciel de traitement de texte doit libérer le rédacteur de l'aspect visuel du document, en permettant à ce dernier de s'exprimer avec son langage, tandis que le logiciel traduit son texte par une mise en relief qui le rend facilement utilisable par les lecteurs.
La responsabilité du résultat final est partagée entre l'utilisateur et le logiciel. Par exemple, la distinction entre le blanc séparateur de mots et le blanc à l'intérieur d'un mot doit souvent encore être faite, ou au moins contrôlée, par le rédacteur qui doit choisir entre un espace normal ou un espace insécable. De plus, le rédacteur utilise des styles dont le nom a un sens pour lui, et le logiciel doit assurer automatiquement la mise en page ainsi que les fonctions annexes, afin de faciliter l'exploitation du document, notamment pour ses utilisateurs.
En 2007, les principales fonctionnalités attendues d'un bon traitement de texte professionnel sont, de manière non exhaustive :
- l'interopérabilité avec d'autres traitements de texte (formats de fichiers normalisés) ;
- la possibilité d'exporter un texte mis en forme imprimé (format d'échange comme le PDF, impression) ;
- la gestion de méta-informations telle que des mots-clefs, les auteurs et les titres ;
- l'édition interactive (copier, coller, couper, recherche, annulation, navigation) ;
- un affichage paramétrable (règle, barre d'outils, présentation de plusieurs parties de documents dans des fenêtres distinctes) ;
- la possibilité de gérer des champs variant avec le reste du document (Index, Table des matières, calculs numériques) ;
- contenus non conventionnels, qui ne sont pas du texte (images, formules mathématiques, tableaux; greffons; diagrammes), dans un format interopérable ;
- la possibilité de formater le texte et de créer des styles interdépendants. Nous entendons par là :
  - formatage de caractères (police de caractère, couleurs, soulignage, hyperliens, ... ) ;
  - formatage de paragraphes (retraits, espacements, alignement/justification, numérotation automatique, ... ) ;
  - formatage de la mise en page (marges, taille, orientation, ... ) ;
  - formatage de zones de texte (position, bordure, ... ) ;
- un correcteur orthographique et grammatical ;
- gestion des révisions ;
- programmation de macro-commandes, éventuellement agrémentées d'une interface graphique, dans un langage de haut niveau ;
- gestion des caractères ASCII puis Unicode, y compris le texte bi-directionnel.

##### Les styles
Un style est une mise en forme de texte destinée à être appliquée à plusieurs endroits. La modification du style change la mise en forme pour tous les paragraphes ou portions de texte utilisant ce style.
Si tout le paragraphe ou plusieurs paragraphes utilisent une même mise en forme, il est préférable d'utiliser un style.
Les styles permettent de séparer le fond de la forme. Lorsque l'on indique que le texte est de style « Titre n », on indique la fonction du texte sans indiquer la manière dont il sera mis en forme ; celle-ci est définie dans la boîte de dialogue de gestion des styles. Ainsi, pour les titres de chapitre ou de section, il est recommandé d'utiliser les styles Titre 1, Titre 2, … Ce qui permettra de construire la table des matières automatiquement. Un utilisateur peut définir ses propres styles, par exemple créer un style « Patronyme » pour les noms de famille (qui, en typographie française, figurent en petites capitales), ou « Programme » pour les noms de logiciel.
En outre, l'utilisateur peut rechercher tous les éléments de texte d'un style donné, par exemple pour en faire une liste (ceci peut être automatisé par une macro-instruction).
Le nom de « style » désignait une mise en forme cataloguée lorsque le texte était transcrit du manuscrit à la dactylographie ou à la typographie. Depuis que les auteurs utilisent le traitement de texte pour rédiger, le style est devenu le langage de commande de l'auteur pour indiquer à la machine ce qu'il fait. Le style est la manière fiable de baliser les documents pour automatiser la mise en page et autoriser de nombreux traitements sur les documents. C'est l'interface entre l'auteur et les systèmes automatiques. Pour faciliter les communications entre auteurs et l'interopérabilité des systèmes automatiques, la normalisation de la terminologie des styles devient essentielle.

##### Champs
Un champ est un texte généré automatiquement. Les exemples typiques sont la table des matières, générée à partir des titres de chapitre et de section, l'index, généré à partir d'« entrées » que l'on insère et qui sont elles-mêmes des champs, le numéro de page, le nom du chapitre courant, des valeurs alphanumériques calculées en fonction de ce qui précède.

### Traitement de texte automatique
Un traitement de texte automatique est un logiciel permettant de traiter automatiquement du texte. Il s'agit, en d'autres termes, d'un compilateur dédié à un langage de mise en forme textuelle. L'utilisateur rédige un document (source) à l'aide d'un éditeur de texte standard, en y intégrant du balisage sémantique (par exemple : descriptions en scetions, blocs ou encore citations). Ensuite, le compilateur transforme ce document en une version imprimable ou consommable, en combinant le balisage avec une feuille de style. 
Cette forme est préférée pour tout ce qui concerne l'édition technique, où il est essentiel de garantir une présentation homogène, notamment lorsque plusieurs sous-traitants interviennent à différents stades de la chaîne de production. Cette homogénéité permet de respecter les choix typographiques et de mise en page de chacuns (voir SGML). 
Un exemple de ce type de logiciel est TeX, reconnu pour sa capacité de mise en page de documents scientifiques contenants des formules mathématiques. Grâce à ses nombreux « paquets », TeX peut également s'adapter à la mise en page d'un grand nombre de documents variés.

## Correcteur orthographique
Les correcteurs orthographiques ainsi qu'un langage comme perl ou awk ont été considérés comme des logiciels de traitement de texte.

## Logiciel libre
Les logiciels libres sont des logiciels qui respectent la liberté des utilisateurs. Les utilisateurs ont donc la liberté d'exécuter, copier, distribuer, étudier, modifier et améliorer ces logiciels. Ils peuvent parfois eux-mêmes être distribués comme des logiciels payants, puisqu'ils font référence à la liberté et non au prix.

## Langages de description de documents
- GML, puis SGML, les précurseurs créés par Charles Goldfarb
- LaTeX
- DocBook
- XSL-FO
- Lout

## Liste de logiciels de traitement de texte

### Anciens logiciels de traitements de texte (non WYSIWYG)
- WordStar
- Textor (logiciel)
- Easywriter
- Manuscript
- Sprint (Borland)
- Isofting eWriter Wisto
- Electric Pencil

### Systèmes de traitement de texte célèbres
Le système Wang acquit une très grande popularité dans les années 1970 pour trois raisons principales : l'excellente ergonomie de ses polices à l'écran (bien que celles-ci soient à chasse fixe) ; l'usage intelligent de la double brillance, puis de l'inversion vidéo ; et finalement pour un système de recherche qui s'exécute au fur et à mesure de la frappe des caractères de la chaîne cherchée, déplaçant le curseur dans le texte et mettant en double brillance la première chaîne répondant au critère. Ce système assurait un important gain de temps, par le travail en temps masqué et l'absence de lettre superflus à taper qu'il proposait. Il faisait alors l'objet d'un brevet Wang, mais s'inscrit depuis dans le domaine public.

### Logiciels de traitements de texteWYSIWYG
| Application              | Gratuit | Logiciel libre | Environnement                                                             | Commentaire                                                                       |
| ------------------------ | ------- | -------------- | ------------------------------------------------------------------------- | --------------------------------------------------------------------------------- |
| AbiWord                  | Oui     | Oui            | Linux                                                                     |                                                                                   |
| Adobe FrameMaker         | Non     | Non            | Microsoft Windows (Anciennes versions compatibles avec Mac OS et Solaris) |                                                                                   |
| Adobe InCopy             | Non     | Non            | Mac OS X et Microsoft Windows                                             |                                                                                   |
| Apache OpenOffice Writer | Oui     | Oui            | Linux, Mac OS X et Microsoft Windows                                      | Successeur d'OpenOffice.org Writer et StarOffice Writer                           |
| AppleWorks               | Non     | Non            | Mac OS et Microsoft Windows                                               | Successeur de ClarisWorks                                                         |
| Google Docs              | Oui     | Non            | Service de traitement de texte en ligne                                   | Inclus dans la suite Google gratuit proposée par Google                           |
| IBM Lotus Notes          | Non     | Non            | Linux, Mac OS X et Microsoft Windows                                      |                                                                                   |
| Atlantis                 | Non     | Non            | Microsoft Windows                                                         |                                                                                   |
| IBM Lotus Symphony       | Oui     | Non            | Linux, Mac OS X et Microsoft Windows                                      |                                                                                   |
| KWord                    | Oui     | Oui            | Linux                                                                     | Inclus dans KOffice                                                               |
| LibreOffice Writer       | Oui     | Oui            | Linux, Mac OS X et Microsoft Windows                                      |                                                                                   |
| Lotus Word Pro           | Non     | Non            | Microsoft Windows                                                         | Inclus dans Lotus SmartSuite                                                      |
| MacWrite                 | Non     | Non            | Mac OS                                                                    |                                                                                   |
| Microsoft Word           | Non     | Non            | Mac OS X et Microsoft Windows                                             | Inclus dans Microsoft Office                                                      |
| Microsoft Works          | Non     | Non            | Microsoft Windows                                                         |                                                                                   |
| NeoOffice Writer         | Oui     | Oui            | Mac OS X                                                                  |                                                                                   |
| Pages                    | Oui     | Non            | Mac OS X et iOS                                                           | Inclus dans iWork                                                                 |
| PomDoc                   | Oui     | Non            | Microsoft Windows, Mac OS X, Linux, Android et iOS \|                     | Inclus dans ediTeam                                                               |
| QuarkCopyDesk (en)       | Non     | Non            | Mac OS X et Microsoft Windows                                             |                                                                                   |
| Quickoffice (en)         | Oui     | Non            | Android et iOS                                                            |                                                                                   |
| Quip                     | Non     | Non            |                                                                           | Cloud computing, part de la suite d'outils Quip                                   |
| SimpleText               | Non     | Non            | Mac OS                                                                    | Inclus dans Mac OS                                                                |
| StarWriter               | Non     | Non            | Linux, Mac OS, Microsoft Windows, MS-DOS et Solaris                       | Prédécesseur d'OpenOffice.org Writer et StarOffice Writer, inclus dans StarOffice |
| TextEdit                 | Non     | Oui            | Mac OS X et NeXTSTEP                                                      | Inclus dans Mac OS X et NeXTSTEP                                                  |
| TextMaker (en)           | Non     | Non            | Linux, Microsoft Windows, Windows Mobile, Windows CE, et Android          | Inclus dans SoftMaker Office (en)                                                 |
| WordPad                  | Non     | Non            | Microsoft Windows                                                         | Inclus dans Microsoft Windows                                                     |
| WordPerfect              | Non     | Non            | Microsoft Windows                                                         | Inclus dans WordPerfect Office                                                    |
| Words                    | Oui     | Oui            | Linux                                                                     | Inclus dans Calligra Suite                                                        |

Des logiciels de PAO comme Scribus, Adobe InDesign et QuarkXPress peuvent aussi servir pour le traitement de texte.

### Logiciels de traitements de texteWYSIWYM
- LyX compatible LaTeX
- Scientific Word & Workplace compatible LaTeX
- Scenari qui génère, par exemple, des fichiers Writer LibreOffice à la norme ODF[6]